# Доунингия красивенькая
Доунингия красивенькая (лат. Downíngia pulchélla) — вид цветковых растений рода Доунингия (Downingia) семейства Колокольчиковые (Campanulaceae).

## Ботаническое описание
Однолетнее травянистое растение, образующее прямостоячие ветвистые стебли, обычно имеющие по одному трубчатому цветку на конце каждой веточки.
Цветок 1—2 см диаметром. Верхняя губа венчика состоит из двух узких заострённых долей лавандового или белого цвета. Нижняя губа того же цвета, представляет собой единую пластинку из трёх сросшихся долей, каждая может иметь зубец. В центре нижней губы находится белая область с двумя ярко-жёлтыми пятнами и более мелкими тёмно-пурпурными пятнами возле открытия трубки венчика.
Крупный пыльник высовывается из цветка на тычиночных нитях сросшихся тычинок.
Плод — коробочка 3—7 см длиной.

## Распространение и местообитание
Эндемик Калифорнии, где произрастает возле весенних прудов и в других влажных местах в центральной части штата.

## Синонимика
- Bolelia pulchella (Lindl.) Greene
- Bolelia pulchella f. alba Voss
- Bolelia pulchella f. atrocinerea Voss
- Bolelia pulchella f. atropurpurea Voss
- Clintonia pulchella Lindl.
- Clintonia pulchella var. pumila Benth.[1]